# Мафрум
Мафрум (араб.  مفروم, لحمة مفرومة‎) — блюдо североафриканской (ливийской) и левантийской кухни.
Мафрум — картофель, начиненный мясным фаршем, и тушеный в томатном соусе со специями. Обычно подается с кускусом или рисом.
Существуют веганские варианты мафрума.